# بوب غريغوري (سياسي)
بوب غريغوري (بالإنجليزية: Robert John Gregory)‏ هو سياسي أسترالي، ولد في 23 سبتمبر 1936. حزبياً، نشط في حزب العمال الأسترالي (فرع جنوب أستراليا) ‏.

## مناصب
- انتخب Minister for Correctional Services ‏ (1 أكتوبر 1992 – 3 سبتمبر 1993).
- انتخب Minister of State Services ‏ (3 سبتمبر 1993 – 14 ديسمبر 1993).
- انتخب Minister of Labour Relations and Occupational Health and Safety ‏ (1 أكتوبر 1992 – 14 ديسمبر 1993).
- انتخب Minister of Occupational Health and Safety ‏ (14 ديسمبر 1989 – 1 أكتوبر 1992).
- انتخب رئيس سكرتارية جنوب أستراليا [الإنجليزية]‏ (20 أبريل 1989 – 14 ديسمبر 1989).
- انتخب Minister of Marine ‏ (12 أغسطس 1988 – 1 أكتوبر 1992).
- انتخب وزير العمل (12 أغسطس 1988 – 1 أكتوبر 1992).
- في 1989 South Australian state election [الإنجليزية]‏، انتخب عضو مجلس النواب جنوب أستراليا من الجمعية عن دائرة Electoral district of Florey [الإنجليزية]‏ وقد انضم خلال فترته النيابية (4 سبتمبر 1982 – 10 ديسمبر 1993) للكتلة البرلمانية حزب العمال الأسترالي (فرع جنوب أستراليا) [الإنجليزية]‏.